# Hoeke
Hoeke är en ort i Belgien.   Den ligger i provinsen Västflandern och regionen Flandern, i den nordvästra delen av landet, 90 km nordväst om huvudstaden Bryssel. Hoeke ligger 1 meter över havet och antalet invånare är 143.
Terrängen runt Hoeke är mycket platt. Runt Hoeke är det ganska tätbefolkat, med 124 invånare per kvadratkilometer.. Närmaste större samhälle är Brygge, 12,0 km sydväst om Hoeke. 
Trakten runt Hoeke består till största delen av jordbruksmark.